# Овручские шиферные пряслица

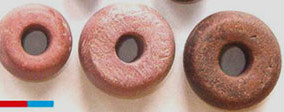
Овручские розовые шиферные пряслица. Юрманское городище. Волжская Булгария IX—XIII в.

Овручские шиферные пряслица — пряслица, выточенные из розового и красного камня — шифера (пирофиллитового сланца), который добывали на территории нынешней Украины, у города Овруч в X — XIII веках. Здесь расположено единственное в Европе месторождение такого камня. Овручские мастера старательно повторяли наиболее удачную форму глиняных пряслиц — биконическую, то есть грузик как бы состоял из двух усечённых конусов, соединённых широкими основаниями. Весили пряслица в среднем около 16 г, высоту имели от 4 до 12 мм, внешний диаметр — от 10 до 25 мм, диаметр отверстия для веретена был 6—10 мм. Если веретено оказывалось слишком узким, его обматывали ниткой, чтобы не проскальзывало при вращении. Шифер — мягкий камень; на образцах, найденных археологами, остались потёртости от нитей, подложенных древними мастерицами. Овручские пряслица археологи находят не только на территориях Киевской Руси, но в других регионах.
Производство пряслиц было рассчитано на широкий сбыт. По словам А. В. Арциховского, «они совершенно одинаковы в Киеве и Владимире, в Новгороде и Рязани, даже в Херсонесе, в Крыму и в Болгарах на Волге». Овручские пряслица настолько ценились, что владельцы вырезали на них свои имена, а на одном из них есть даже надпись: «княжо есть». Есть основания думать, что и женщины очень дорожили пряслицами: тщательно метили их, чтобы ненароком не «поменяться» на посиделках, когда начинались игры, танцы и возня. На пряслицах выцарапывали личные метки, а после распространения письменности — подписывали свои имена. На одном шиферном пряслице, найденном в Вышгороде близ Киева, чуть не с X века сохранилась и дошла до нас надпись: «Потворин пряслень». Другое, видимо, было подарено парнем любимой девушке. На нём с величайшей аккуратностью выцарапано: «невесточь» — «невестин».
В XIII веке пряслица из каменных снова становятся глиняными: монгольские захватчики разорили овручские мастерские.
Экономическое развитие Овруча было связано с добычей и обработкой красного шифера, места залегания которого ограничены небольшим районом междуречья Ужа и Уборти. Обследование окрестностей Овруча показало, что здесь (в селах Нагоряны, Коптевщина, Хаич, Камень, а также Збранка) находились мастерские по изготовлению шиферных пряслиц. Овручские мастерские тянулись примерно на 20 км, располагаясь у оврагов, богатых выходами розового шифера. Кроме пряслиц из шиферных каменоломен Овруча в различные концы Руси шли партии плит, употреблявшихся в культовом и гражданском зодчестве, заготовки для саркофагов, а также плитки для изготовления ювелирных формочек.

## Роль «прясленей» в безмонетный период
В безмонетный период на Руси в качестве крупной денежной единицы использовались различные гривны серебра: основными типами были киевские слитки XI—XIII веков в форме вытянутого шестиугольника весом 135—169 г и новгородские — продольные бруски с устойчивым средним весом 197 г. Но что же тогда стало эквивалентом мелких денег? Учёные не пришли ещё к согласию в вопросе о реальном содержании терминов «куна», «резана» и «векша» (белка) — так звучат названия денежных единиц во многих письменных документах безмонетного периода. В настоящее время существует несколько точек зрения на характер мелких платёжных знаков в безмонетный период.
Оригинальную теорию товаро-денег предложил В. Л. Янин. Учёный предполагает, что роль денег для мелкого платежа могли выполнять некоторые единообразные и широко распространённые в Древней Руси изделия — такие, как хрустальные и сердоликовые бусы, не раз отмеченные в кладах вместе с монетами, разноцветные стеклянные браслеты, овручские шиферные пряслица. Эти пряслица неоднократно встречены в кладах вместе со слитками, а при раскопках в Пскове, например, найдены в кошельке с западноевропейскими монетами. Когда В. Л. Янин совместил карты распространения стеклянных браслетов и шиферных пряслиц, а также нанёс границы области денежного обращения до нашествия монголов, обнаружилось детальное их совпадение. И ещё одна характерная находка привлекла внимание учёных: раковина Ципреа — каури. Эти красивые фарфоровидные раковины добывали только около Мальдивских и Лаккадивских островов в Индийском океане. С глубокой древности они вывозились в Индию, откуда расходились по всему свету. Раковины тысячелетиями использовались в Африке и Азии как мелкие деньги. На Руси каури издавна знали под названием «змеиные головки», а также «ужовки», «жерновки», «жуковины». В русской торговле в Сибири они сохраняли товарное значение вплоть до XIX века. Эти повсеместно известные в древности украшения видный советский нумизмат И. Г. Спасский также относит к возможным платежным знакам низкого достоинства в безмонетный период.
При раскопках в Москве в слоях XII—XIII веков найдены все эти предметы: сердоликовые и стеклянные бусы, шиферные пряслица и стеклянные браслеты, раковины каури. Часть этих предметов вполне могла иметь и побочное значение — товаро-денег и мелких платежей на московском торге. С денежными расчётами, вне сомнения, связаны найденные в Зарядье безмен и свинцовая гирька со знаками, принадлежавшая к весовой системе Древней Руси.